# Sidaling
Sidaling is een bestuurslaag in het regentschap Tapanuli Tengah van de provincie Noord-Sumatra, Indonesië. Sidaling telt 422 inwoners (volkstelling 2010).